# Myrmecodia
Myrmecodia là một chi thực vật có hoa trong họ Thiến thảo (sarang semut Lưu trữ ngày 20 tháng 12 năm 2016 tại Wayback Machine).

## Loài
Chi Myrmecodia gồm các loài: